# Сарыбулак (Восточно-Казахстанская область)
Сарыбулак (каз. Сарыбұлақ) — упразднённое село в Тарбагатайском районе Восточно-Казахстанской области Казахстана. Входило в состав Киндиктинского сельского округа. Код КАТО — 635849400. Исключено из учётных данных в 2014 г.

## Население
В 1999 году население села составляло 96 человек (51 мужчина и 45 женщин). По данным переписи 2009 года, в селе проживало 19 человек (12 мужчин и 7 женщин).